# Combat de Tongo-Tongo
Ne doit pas être confondu avec Embuscade de Tongo Tongo.
Guerre du Sahel
Batailles
- Tlemss
- 1re Tilwa
- Tabankort
- Ouraren
- Adrar Bouss
- Agadez et Arlit
- Tchibarakaten
- Mangaïzé
- Tazalit
- 1re Bani Bangou
- 2e Tilwa
- Wanzarbé
- Abala
- Midal
- 1re Tongo Tongo
- 1re Ayorou
- 2e Tongo-Tongo
- Baley Beri
- 1re Inates
- 2e Inates
- Sanam
- Chinégodar
- 2e Ayorou
- 2e Bani Bangou
- Taroun
- Torodi
- Adabda
- Intagamey
- Koutougou
- Tabatol
- Takanamat
- Teguey
- Chatoumane

Le combat de Tongo-Tongo a lieu les 27 et 28 décembre 2018 pendant la guerre du Sahel.

## Déroulement
Les 27 et 28 décembre 2018, l'armée nigérienne et les troupes françaises de la force Barkhane mènent une opération dans la région de Tongo-Tongo, près de la frontière avec le Mali, là où un an plus tôt une dizaine de soldats nigériens et américains avaient été tués dans une embuscade de l'État islamique dans le Grand Sahara,,,,. 
L'attaque commence dans la nuit du 27 au 28 par un raid combiné de chasseurs Mirage et d'hélicoptères Tigre, avec l'appui d'un drone Reaper et d'un avion ravitailleur C135, dans une zone d'un rayon d'action de quinze kilomètres,,. Les frappes visent alors des djihadistes appartenant vraisemblablement à l'État islamique dans le Grand Sahara d'après l'armée française,. Des soldats nigériens et des soldats français des commandos de montagne et des commandos parachutistes mènent ensuite l'attaque au sol appuyés par des hélicoptères et s'emparent de différentes positions,,,. La zone est ensuite fouillée pendant 48 heures.

## Les pertes
Selon l'armée française, une quinzaine de djihadistes sont tués dans l'opération,,. Une vingtaine de motos sont récupérées, de même que 26 armes, dont des mitrailleuses, ainsi que des munitions. Les troupes françaises et nigériennes ne déplorent quant à elles aucune perte,. 